# River Volley 2009-2010
Questa voce raccoglie le informazioni riguardanti il River Volley nelle competizioni ufficiali della stagione 2009-2010.

## Organigramma societario
Area direttiva
- Presidente: Vincenzo Cerciello

Area tecnica
- Allenatore: Giovanni Caprara
- Allenatore in seconda: Mauro Chiappafreddo
- Addetto statistiche: Guido Marangi

Area sanitaria
- Medico: Pietro Zacconi
- Fisioterapista: Gianluca Grilli
- Preparatore atletico: Fiorenzo Zani

## Rosa
| N° | Nome                | Ruolo | Data di nascita   | Nazionalità sportiva |
| -- | ------------------- | ----- | ----------------- | -------------------- |
| 2  | Eva Mazzocchi       | L     | 7 agosto 1992     | Italia               |
| 3  | Paola Croce         | L     | 6 marzo 1978      | Italia               |
| 5  | Chiara Dall'Ora     | C     | 11 gennaio 1983   | Italia               |
| 6  | Veronica Angeloni   | S     | 6 luglio 1986     | Italia               |
| 7  | Joanna Kaczor       | S     | 16 settembre 1984 | Polonia              |
| 8  | Valentina Borrelli  | S     | 30 ottobre 1978   | Italia               |
| 9  | Laura Nicolini      | C     | 23 marzo 1979     | Italia               |
| 10 | Alessandra Petrucci | P     | 11 febbraio 1983  | Italia               |
| 11 | Federica Stufi      | C     | 22 marzo 1988     | Italia               |
| 12 | Heike Beier         | S     | 9 dicembre 1983   | Germania             |
| 13 | Mia Jerkov          | O     | 5 dicembre 1982   | Croazia              |
| 14 | Marina Katić        | P     | 1º ottobre 1983   | Croazia              |
| 15 | Anna Kajalina       | O     | 8 marzo 1991      | Estonia              |
| 17 | Giulia Rondon       | P     | 16 ottobre 1987   | Italia               |
| 18 | Caroline Wensink    | C     | 4 agosto 1984     | Paesi Bassi          |